# Ayila Fanuel Massingue
Fanuel, właśc. Ayila Fanuel Massingue (ur. 19 grudnia 1982 w Maputo) – mozambicki piłkarz grający na pozycji obrońcy.

## Kariera klubowa
Karierę piłkarską Fanuel rozpoczął w klubie CD Maxaquene i w jego barwach zadebiutował w 2002 roku w pierwszej lidze mozambickiej. W 2003 osiągnął pierwszy sukces w karierze, gdy wywalczył mistrzostwo Mozambiku. W 2008 roku odszedł do innego stołecznego klubu Liga Muçulmana. W 2010 i 2011 roku został z nim mistrzem kraju. W 2012 roku wrócił do Maxaquene. Następnie grał w FC Chibuto, HCB Songo, GD Estrela Vermelha i Grupo Desportivo de Maputo.

## Kariera reprezentacyjna
W reprezentacji Mozambiku Fanuel zadebiutował w 2007 roku. W 2010 roku został powołany do kadry na Puchar Narodów Afryki 2010, na którym był podstawowym zawodnikiem i rozegrał 2 mecze: z Beninem (2:2) i z Nigerią (0:3).